# Troiano di Saintes
Troiano di Saintes (... – Saintes, 532) fu il 5º vescovo di Saintes. È venerato come santo dalla chiesa cattolica.
Le date del suo episcopato sono incerte, tuttavia alcune fonti indicano il 511 come anno di insediamento sulla cattedra vescovile e il 532 come data della sua morte.
Gregorio di Tours, nella sua De gloria confessorum sostiene che Troiano era molto stimato per la sua virtù tanto che era diventato oggetto della devozione popolare e alcuni addirittura giunsero perfino a venerare le frange dei suoi abiti.
Tre comuni francesi portano il suo nome, uno nell'Isola d'Oléron (Saint-Trojan-les-Bains), il secondo nel Blayais, dipartimento della Gironda (Saint-Trojan), e il terzo nella Charente  (Boutiers-Saint-Trojan).